# فعل مطاوع

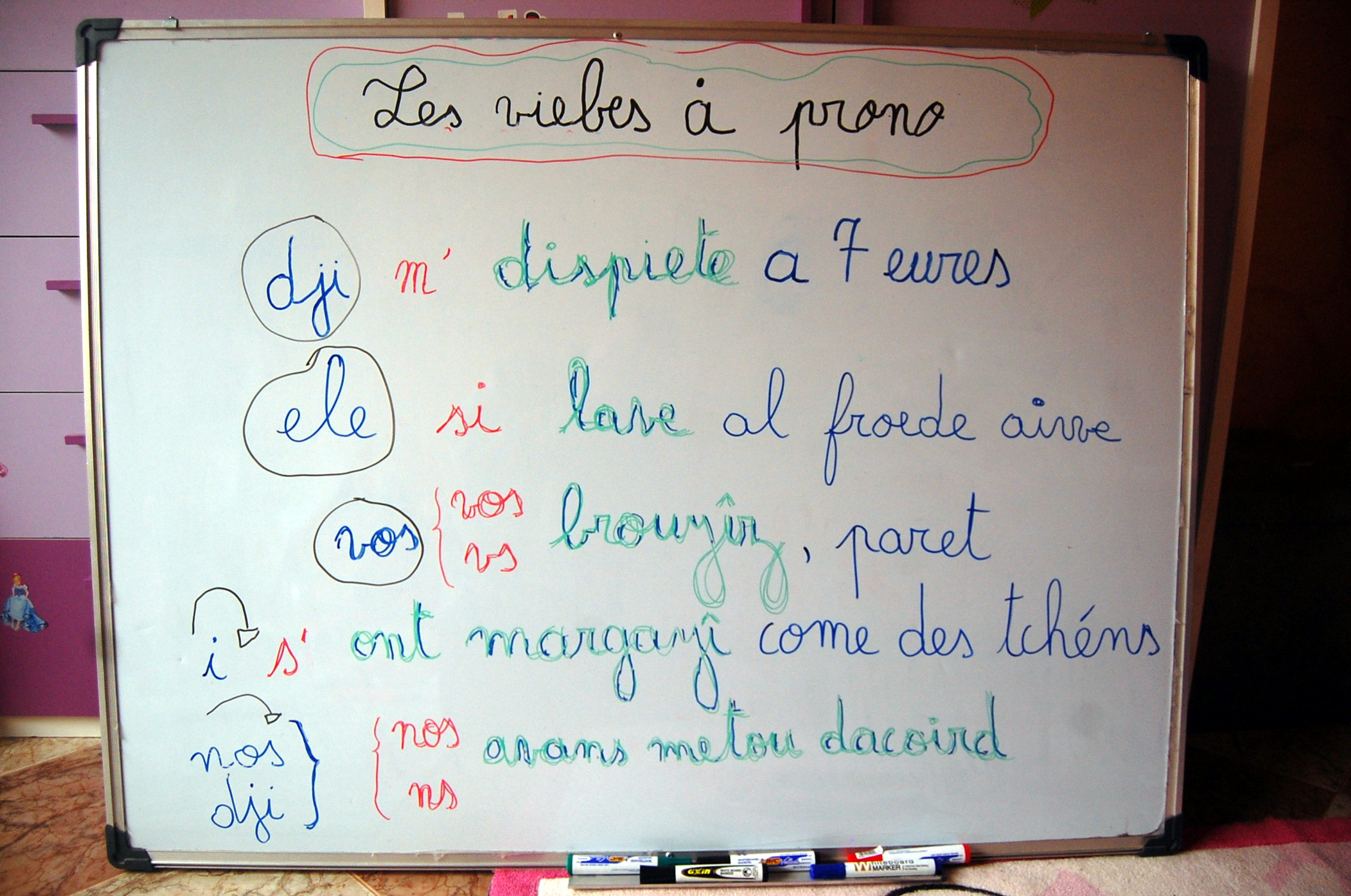

الفعل المطاوع هو الفعل اللازم الدال على حصول الأثر عند تعلق الفعل المتعدي بمفعوله، كقولهم عكسه فانعكس، فانعكس مطاوع عكس أي موافق فاعل الفعل المتعدي.
الغالب أن تستعمل أوزان انفعَل وتفعّل وافتعل وتفاعَل لمطاوعة أوزان فعَل وفعّل وأفعل وفاعَل، بالترتيب.

## لائحة
| الرقم | الفعل | وزنه | متعدّ أو لازم | ما دلّ عليه الفعل          | المصدر | وزنه  |
| ----- | ----- | ---- | ------------ | ------------------------- | ------ | ----- |
| 1     | زَرَعَ   | فَعَلَ  | متعدّ         | دلّ على حرفة               | زراعة  | فِعَالة |
| 1     | صنع   | فَعَلَ  | متعدّ         | دلّ على حرفة               | صناعة  | فِعَالة |
| 1     | تجر   | فَعَلَ  | متعدّ         | دلّ على حرفة               | تجارة  | فِعَالة |
| 2     | جمح   | فَعَلَ  | لازم         | دلّ على امتناع             | جِماح   | فِعال  |
| 2     | أبى   | فَعَلَ  | لازم         | دلّ على امتناع             | إباء   | فِعال  |
| 2     | نفر   | فَعَلَ  | لازم         | دلّ على امتناع             | نِفار   | فِعال  |
| 3     | غلى   | فَعَلَ  | لازم         | دلّ على حركة وتقلّب واضطراب | غَليان  | فَعَلان |
| 3     | دار   | فَعَلَ  | لازم         | دلّ على حركة وتقلّب واضطراب | دوران  | فَعَلان |
| 3     | طار   | فَعَلَ  | لازم         | دلّ على حركة وتقلّب واضطراب | طيران  | فَعَلان |
| 4     | عطس   | فَعَلَ  | لازم         | دلّ على مرض أو داء         | عُطاس   | فُعال  |
| 4     | سعل   | فَعَلَ  | لازم         | دلّ على مرض أو داء         | سُعال   | فُعال  |
| 4     | صدع   | فَعَلَ  | لازم         | دلّ على مرض أو داء         | صُداع   | فُعال  |

## مَفْهُوم المُطاوَعة

### تعريف المطاوعة لغة واصطلاحاً

#### أولاً: تعريف المطاوعة لغة
المطاوعة: مصدر على وزن مُفَاعَلَة من الفعل طَاوَعَ، قال الخليل بن أحمد: 
.
قال ابن السكيت: 
والمطاوعة هي الموافقة، ومنه قوله تعالى ﴿فَطَوَّعَتْ لَهُ نَفْسُهُ قَتْلَ أَخِيهِ فَقَتَلَهُ فَأَصْبَحَ مِنَ الْخَاسِرِينَ ۝٣٠﴾ [المائدة:30] أي تابعته وشجعته وأعانته وأجابته.
فالمطاوعة هي الموافقة والانقياد والاستجابة.

#### ثانياً: تعريف المطاوعة اصطلاحاً
أوَّلُ من ذكر مفهوم المطاوعة هو سيبويه في قوله: 
 ثُمََّ أشار بعد ذلك إلى أوزان الفعل الدالة على هذا المفهوم التي ظل يرددها من جاء بعده من النحويين بشيء من التفصيل.

ومن الملاحظ أن سيبويه لم يستعمل مصطلح المُطَاوَعَة ولم يقدّم لها تعريفاً، ولكنه استعمل الفعل طَاوَعَ، ومن اشتقّ هذا المصطلح فيما بعد.

وأما المبرد فقد ذكر مصطلح المُطَاوَعَة وعرّفه بقوله: 
 نحو: كسرت الإناء فانكسر، ويشرحه في موضع آخر فيقول: 
 وبوّب لها باباً فقال: 
 وسمّاها أيضاً الانفعال، والانفعال مصدر الفعل اِنفَعَلَ وهو صيغة من صيغ المطاوعة.
ويعرّفها ابن جني بشكل أوضح في شرحه لتصريف المازني بقوله: 
فالمطاوعة عنده هي قبول الأثر، ويفرق ابن جني في هذا التعريف بين ما يمكن أن يصدر منه فعل حقيقي تصح نسبته إليه كالبشر مثل: باعدت زيداً فتباعد، وصرفته فانصرف، فـ «زيد» هو الذي فعل التباعد والانصراف بنفسه عند إرادتك إياها منه، لأنه قادر على الانصراف والتباعد حقيقة، وما لا يمكن أن يصدر منه فعل مثل: قطعت الحبل فانقطع، وكسرت الزجاج فانكسر، فإن الحبل والزجاج لا يصح منهما الفعل، لأنه لا قدرة لهما، ولكن عومل الفعل هنا معاملة ما يصح منه الفعل.
ويُصْبِحُ المصطلح أكثر دقة عند أبي سعيد الحسن السيرافي، فالمطاوعة هي: 
 فالمطاوعة عنده هي قبول الأثر، ثم يشير إلى مسألة مهمة وهي أن التأثير في الأصل وقع على المفعول به، فإن وافق الفعل فهي المطاوعة وإن امتنع فلا تحصل المطاوعة، وهذه أول إشارة إلى لزوم المطاوعة وتخلفها عن الوقوع.

وعرّفها الصيمري وابن سيده بتعريف السيرافي السابق وهي عندهم قبول الأثر، وليس التعدي كما فهم ذلك خليل إبراهيم العطية؛ إذ علق على التعريف بقوله: 

أما ابن الحاجب — وتبعه الشريف الجرجاني وأبو البقاء الكفوي – فقد عرّفها بقوله: 

ويزداد المُصطلح اتساعاً ودِقَّة عند الرضي الاستراباذي وهو عنده يعني: 
فالمطاوعة عنده هي قبول الأثر وهذا الأثر وقع على المفعول به أولاً، ثم قبله فأصبح فاعلاً، فالمطاوع هو زيد أو الفاعل؛ لأنه هو الذي قبل الفعل أو الأثر، ثم أشار إلى مسألة دقيقة وهي تسميتهم للفعل الذي أسند إلى الفاعل المتأثر بالفعل المطاوع مجازاً وهي تشير إلى فهم الرضي للمطاوعة وكيفية حصولها.

وعرفها ابن هشام بقوله: 
 ولا زيادة في هذا التعريف عن التعاريف السابقة.

ونجد الشيخ سعد الدين التفتازاني يذكر تعريفاً للمطاوعة يبدو بعيداً عن مفهومها الشائع للوهلة الأولى إذ يقول: 
 لأن التعريف فيه إشارة إلى ارتباط الفعل المطاوع بالفعل المطاوع، أي: أن الثاني مسبب عن الأول، ولأن هذا التعريق خلا من مفهوم التأثير والتأثير الذي يميز المطاوعة من غيرها.

ثم يلحظ أن المصطلح يضيق عند محمد علي الصبان ومحمد بن عرفة الدسوقي – وتبعهما مصطفى الغلاييني، ومحمد سمير اللبدي – فكل منهما يورد تعريف ابن هشام للمطاوعة، ثم يضيف شرطاً وهو التوافق في الصيغة، لذلك خرج نحو: ضربته فتألم، لأنه وإن صدق عليه ما قال فليس موافقاً في الاشتقاق وهذا يخالف مفهوم سيبويه والمبرد للمطاوعة، قال سيبويه: 
واشترط سيبويه موافقة الفعل المطاوِع للمطاوَع في المعنى نحو: طردته فذهب، فمعنى ذهب أي: انطرد، ولو قيل: طردته فضحك، أو فرفض فإنه غير مطاوع؛ لأنه ليس فيه الموافقة للفعل الأول.
وكذلك أشار المبرد إلى ذلك حيث يقول: 
 ولم يشترطا التوافق في الصيغة كما هو واضع في كلامهما.
ويضيق المصطلح أكثر عند محمد الخضري لأنه يضيف شرطاً ثانياً مع الشرط السابق وهو العلاج الحسي، فيقول: 
 واختار هذا التعريف عباس حسن حيث يقول عقب ذكره: 
 فأما شرط التوافق فقد ذكر، وأما شرط العلاج الحسي فإن هذا الشرط اشترطه النحويون في صيغة (انفعل) فقط، فكيف يعمم شرطاً على كل الصيغ؟ وماذا يقول في قولنا: أفهمته ففهم، وأنسيته فنسي وهي ليست أفعالاً حسية؟

وأما فخر الدين قباوة – وهو من الباحثين المعاصرين – فعرفها بقوله: 
 وليست المطاوعة عكس التعدية دائماً، فقد تنصب المفعول به إذا كان الفعل الأول (المطاوَع) متعدياً إلى مفعولين وقد خلا التعريف من أمر التأثر والتأثير، فالتعريف يكاد يكون بعيداً عن مفهوم المطاوعة.
ومن خلال استقراء تعاريف المطاوعة يظهر أن مصطلح المطاوعة قد مرّ بمراحل متعددة هي:
1- المرحلة الأول:
مرحلة الإشارة إليه دون التصريح به فضلا عن تعريفه، ويمثلها سيبويه.
2- المرحلة الثانية:
مرحلة ذكره ووضع حدِّ له، ويمثلها المُبَرِّد.
3-المرحلة الثالثة:
مرحلة نضج التعريف ودقته، وأبرز من يمثلها السيرافي وابن جنّي.
4- المرحلة الرابعة:
مرحلة ذكر عناصر التعريف بصورة أدق مما سبق، ويمثلها الرضي.
5- المرحلة الخامسة:
مرحلة النقل لتعريفات السابقين، ويمثلها ابن هشام.
6- المرحلة السادسة:
مرحلة تضييق المصلح فقد أضيف إليه شرطاً التوافق في الصيغة والعلاج الحسي، ويمثلها الدسوقي والخضري، ومن المعاصرين عباس حسن، وفخر الدين قباوة.
ومن خلال استقراء التعاريف السابقة يظهر أن أدق التعاريف وأشملها لمصطلح المطاوعة هو تعريف الرضي حيث ذكر عملية التأثر والتأثير شارحاً كيفية حصول المطاوعة:
وهي وقوع التأثير على المفعول به أولاً، فإن قبل ووافق أصبح فاعلاً في الجملة الثانية وحصلت المطاوعة، ويشير أيضاً إلى أن المطاوع هو فاعل الفعل الثاني وأن النحاة سموا فعله مطاوعاً مجازا، غير أن التعريف ليس جامعاً مانعاً ولهذا اشترط بعض النحويين كما مر شروطاً ضيقوا المصطلح أو المفهوم كالدسوقي والخضري،

## أقسام المطاوعة
يمكن تقسيم المطاوعة إلى قسمين: هما:

### المطاوعة الصرفيّة
إذا كان الفعل الثاني من لفظ الفعل الأول نحو: كسرته فانكسر، كأن الفعل الثاني تصرف من الفعل الأول أو اشتق منه، ويمكن أن تسمى المطاوعة اللفظية لاشتراك الفعلين في اللفظ،

### المطاوعة المعجميّة
إذا اختلف الفعل الثَّاني عن الأول ولكنه يُعطي معناه نحو: طردته فذهب، وأعطيته فأخذ، إذ هي تقوم على التأثر والتأثير بين فعلين مختلفين في المبنى، ويبدو أن المطاوعة المعجمية يلجأ إليها إذا فقد المطاوع الصرفي كما في \" طردته فذهب فلجأ المتكلم إلى استعمال الفعل المطاوع (ذهب)، لأن العرب لم يتكلموا بانطرد أو اطرد.
والفعل المطاوع في المطاوعة المعجمية لا يمكن أن يحدد إلا إذا ذكر في التركيب، فالفعل أخذ –مثلاً – لو ذُكر وحده من ون ذكر الفعل المطاوع يمكن أن يكون مطاوعاً لأعطى، فيقال: أعطيته فأخذ ناولته فأخذ أو سلمته فأخذ، بينما الفعل المطاوع في المطاوعة الصرفية مع معلوم، لأنه من جذر الفعل أو من اللفظ نفسه، كذلك فإن المطاوعة الصرفية أكثر وضوحاً وشمولاً وتحديداً في كتب الصرف التي وقفت عليها.
ومما ينبغي أن يشار إليه أن مصطلح (المطاوعة) ليس ملازماً لمصلح تحويل اللزوم، وإن تطابقاً أحياناً، لأن الفعل المطاوع يأتي لازما، وقد يأتي متعدياً.
ومن الجدير بالذكر أن رمضان عبد التواب استعمل مصطلح (الانعكاسية) بدل المطاوعة تأثراً ببروكلمان، وعلى الرغم من أنه لا مشاحّة في اصطلاح، فإنّ استعمال المصطلح السائد المشهور (المطاوعة) أولى من العدول إلى مصطلح جديد لا حاجة إليه، وقد لا يعطي المعنى الدقيق لذلك المصطلح.

## أوزان المطاوعة

### الوزن الأول(فَعَـل)
وهو يطاوع فعلاً ثلاثياً مجرداً، وفعلاً مزيداً بالهمزة، وصوره كالآتي:
أ-فَعَل (بفتح العين ) اللازم يأتي مطاوعاً لـ (فَعَـل) المتعدي كما في قول العجاج:
قد جبر الدين الإله فجبر
ومن خلال وقوفي على هذه الأفعال رأيت أن عدداً منها يأتي لازماً ومتعدياً، لذا يصح أن يكون اللازم مطاوعاً للمتعدي منه كما هو عند سيبويه وابن قتيبة، ولهذا يجوز لي أن أرى رأي صالح الوهيبي في قياسيتها.
ب- فَعِل – بكسر العين – يطاوع فَعَل – بفتح العين – كقولهم: ((ثرمه فثرم، جدعه فجدع وثلمه فثلم..)).
جـ- فَعَِل – بفتح العين أو كسرها – يطاع (أفْعَل) كقول سيبويه: (( ونظير فعلته فانفعل وافتعل: أفعلته ففعل: أخلته فدخل وأخرجته فخرج)).
وعليه تكون صيغة (أفعلته ففعل ) قياسية.
د- فعل يطاوع (استفعل):نحو: استنطقته فنطق، واستخرجته فخرج.
وقد يطاوع (فَعَـل) صيغاً أخرى ذكرتها بعض كتب اللغة ولم تذكرها كتب النحو أو الصرف ومنها:
أ-(فعَّـل) بتشديد العين نحو: ضمرته (ضعفته) فضمر، ومنه قول العجاج في أرجوزته:
ولاحت الحرب الوجوه والسرر
وضمرت من كان حراً فضمر
ب-(أفعل) نحو: أضعفه الله فضعف([40]).
جـ-(افتعل) نحو: افتصد فلان عرقه ففصد([41]).

### الوزن الثاني: (فَعَّل)
وهو وزن لم تنص كتب النحو الصرف على مجيئة للمطاوعة وإن أوحت عبارتها بذلك
وقد وردت أفعال على هذا الوزن ليست كثيرة مطاوعة لفعل من لفظه، ويمكن أن يصاغ على ما يأتي:
فَعَّل – بتشديد العين – يطاوع فَعَّل – بتشديد العين – نحو: بينته فبين، وصوحته الريح فصوح.

### الوزن الثالث: (أفْعَلَ)
وأما صورها فهي:
1-أفعل يطاوع (فَعَل) كقولهم: (( قشعت الريح السحاب فأقشع، وكببته فأكب، وعرضته فأعرض )).
2-أفعل يطاوع (فعل) كقولهم: بشرته فأبشر، وفطرته فأفطر، وشرط ذلك عند سيبوبه أن يكون الوصف من (أفعل) في معنى (مفعل) قال: (( وقد جاء فعلته إذا أردت أن تجعله مفعلاً وذلك فطرته فأفطر وهذا النحو قليل )).

### الوزن الرابع: (انْفَعَل)
هذا الوزن من الأوزان الرئيسة المشهورة في هذا الباب، وهو خماسي بزيادة الهمزة والنون على الثلاثي الأصل وليس أصله (افعل) بتضعيف الفاء ثم قلبت العرب أحد الضعفين نوناً للتخفيف، فالنون أصلية، وإلى هذا التأويل ذهب مصطفى جواد، وليس في العربية (افعل) بتضيف الفاء، والنون زائدة كما هو معهود في العربية وكذلك تزداد النون في أوله في اللغات السامية.
ويتميز هذا الوزن بلزومه معنى المطاوعة، ولا يكاد يخرج عنه إلا للدلالة على الحدث المجرد وفاقا لما ذهب إليه سيبويه حيث قال: (( انجرد ليس للمطاوعة إنما هي كفعلت كما أن افتقر كضعف … وقال أيضاً: وهذا موضع قد يستعمل فيه (انفعل) وليس مما طاوع فعلت)).
وأما صور (انفعل) الواردة في كتب الصرف فهي:
1-انفعل يطاوع (فعل) الثلاثي المجرد نحو: كسرته فانكسر، وحطمته فانحطم، وهو قياسي بالشروط الثلاثة السابقة.
2-انفعل يطاوع (أفعل) الرباعي نحو:أزعجته فانزعج وحكمه شاذ على قول الزمخشري وابن يعيش وابن هشام والحريري.
وقد أوردت بعض كتب اللغة صيغاً أخرى مطاوعة لـ (انفعل) لم تذكرها كتب النحو أو الصرف وهي:
1-(فَعّـَل) مضعف العين نحو: صوعت الريح النبات فتصوع وانصاع (مال)، وفرقت الشيء فانفرق، وفتح الأبواب فانفتحت، وعططه (شق) فانعط، وكمشه فانكمش، وضمه فانضم.
2-(افتعل) نحو: اقتلعت الشجرة فانقلعت، واجتثه فانجث، وافتتح الباب فانفتح، وازدجره فانزجر، واعتطه فانعط، واعتصره فانعصر، واقتطعه فانقطع.
3-(فعلل) نحو: عطعطت الثوب بمعنى شققته، فانعط.

### الوزن الخامس: (افْتَعَل)
وهو من الأوزان التي تأتي للمطاوعة غالباً، ويأتي لازماً ومتعدياً، وإذا جاء للمطاوعة فهو غير متعد.
وصوره الواردة في كتب النحو والصرف التي أطلعت عليها هي:
1-افتعل يطاوع (فعل) الثلاثي المجرد بشرط أن يكون فاء الفعل أحد الأحرف التي جمعت في كملة (ولنمر) نحو: اتزن، والتأم، وانتصر، وارتفع، فإن لم يبدأ الفعل بأحد هذه الأحرف، فإن افتعل يأتي مطاوعاً للفعل أصالة مثل: جمعته فاجتمع، وشويته فاشتوى، وقد لا يأتي على هذه الصيغة فعل مطاوع من الأفعال التي خلت فاؤها من أحرف (ولنمر) مثل: قام، يبس، يقظ، فيقال أقمته فأقام أو فاستقام، ولم يقولوا: فاقتتام، وأيقظته فاستيقظ، ويبسته فيبس.
2-افتعل يطاوع (أفعل) الرباعي نحو: أوقدته فانقد، وأنصفته فانتصف.
3-افتعل يطاوع (فعل) مضعف العين نحو: قربته فاقترب، ونصفته فانتصف.
وقد أوردت بعض كتب اللغة صيغاً أخرى مطاوعة لـ (افتعل) لم تذكرها كتب النحو أو الصرف وهي:
1- افتعل يطاوع (افتعل) نحو: انتزعه فانتزع، أي: اقتلعه فاقتلع، واختضره فاختضر، واقتصد عرقه فاقتصد، وازدجره فازدجر، واجتثه فاجتث.
2- افتعل يطاوع (فاعل) نحو غايظه فاغتاظ وتغيظ بمعنى، وتساوت الأمور واستوت، وساويت بينها أي سويت، ولاءمه فالتأم.

### الوزن السادس: (تَفَعَّل)
وهو من الأوزان الرئيسية أيضاً في هذا الباب، ويأتي لازماً نحو، كسرته فتكسر، ومتعدياً نحو: علمته الحساب فتعلمه وتجيء المطاوعة في هذا الوزن على النحو الآتي:
1-(تفعّل) يطاوع (فعّـل) مضعف العين، وهو من الأوزان التي ذكرها سيبويه بقوله (( ونظير هذا أي: نظير فعله فانفعل ) فعلته فتفعل …))
ويمكن أن يأتي (تفعل) مطاوعاً للصيغ الآتية اعتماداً على ما جاء في بعض كتب اللغة:
1-(فعّـل) الثلاثي نحو: شدخه فتشدخ، قاب الطائر بيضته: فلقها، فتقوبت، وكف الرجل فتكفف، وسترت الشيء فتستر بتكه فتبتك، وشعلت النار فتشعلت.
2-(أفعل) نحو: أيقظته فتيقظ، أطبقت الشيء فتطبق.
3- (افتعل) نحو: اجتبره فتجبر، اخترقه فتخرق، اقتطعه فتقطع.
4-(فاعل) نحو: غايظه فتغيظ، ولاءمه فتلأم.
ومجئ (تفعل) مطاوعاً لفعل وأفعل وافتعل يظهر ضعف قول من قال: (( إنها تقتصر على مطاوعة (فعل) )).

### الوزن السابع: (افعَلّ)
والأغلب في هذا الوزن كونه للألوان، وقد يأتي للمطاوعة.
وقد يطاوع (افعلّ) صيغاً ذكرتها بعض كتب اللغة هي:
1-(أفعل) نحو: أخضل فلان لحيته فاخضلت، أي: ابتلت.
2-(فعّل) نحو: بيّضت الشيء فابيضّ، وحورته فاحورّ، وخضرته فاخضرّ، وإذا كان افعل غالباً في الألوان ويأتي مطاوعاً لـ (فعل) فيمكن أن يكون (فعل) مطاوعاً قياسياً لفعل نحو:حمرته فاحمر، وسمرته فاسمر، وسودته فاسود.
3-(افتعل) نحو: اختضره فاخضرّ.
ومجيء (افعلّ) للمطاوعة يظهر ضعف قول من قال: إنها تأتي لمعنى واحد هو الدلالة على اللون أو العيب.

### الوزن الثامن: (افعَالّ)
ويمكن أن يطاوع (افعالّ) صيغًا أخرى ذكرتها بعض كتب اللغة وهي:
1-(أفعل) نحو: أخضل لحيته فاخضالت.
2-(فعَلَّ) نحو: بيّضته فابياضّ([103])، صفرّته فاصفاّ([104]).

### الوزن التاسع: (تفَاعَل)
قال سيبويه: ((ونظير هذا (أي: فعلته فانفعل) فاعتله فتفاعل وذلك نحو: ناولته فتناول)) بشرط أن يأتي لمطاوعة فاعل، وأن يكون (الفعل على (فاعل) مما يقع الواحد فالمفعول الذي يقع منه على أنه كان فاعلاً يكون على (متفاعل) وفعله (تفاعل))([106])
( تفاعل ) مطاوع (فاعل) نحو: باعدته فتباعد، ولهذا رأى مجمع اللغة ا لعربية في القاهرة قياسية تفاعل مطاوعاً لفاعل، إذا أريد به وصف مفعوله بأصل مصدره مثل: باعدته بمعنى صيرته بعيداً.
وقد يطاوع (تفاعل) صيغاً أخرى جاءت في بعض كتب اللغة لم تذكرها كتب النحو والصرف منها:
أ-(فعَل) نحو: صفقت القوم فتصافوا، وضمّه فانضمّ وتضامّ، نثره فتناثر، ساق الإبل فتساوقت.
ب- (فعّل) نحو: نثّره فتناثر، لأمّه فتلاءم.
جـ- (أفعل) نحو: الأمه فتلاءم.
ومطاوعة (تفاعل) لفعل وفعل وأفعل فيه رد على القائلين أن تفاعل تقتصر على مطاوعة (فاعل).

### الوزن العاشر: (اسْتَفْعلَ)
ويأتي مطاوعاً لـ (أفعل ) نحو: أحكمته فاستحكم، وأقمته فاستقام، وأرحته فاستراح، ولا يأتي إلا لازماً إن كان للمطاوعة.
ويمكن أن يطاوع (استفعل) أوزاناً أخرى وقفت عليها في بعض كتب اللغة منها:
1-(فَعَل) الثلاثي المجرد، نحو: بشرته فاستبشر، وسقه فاتسق، واستوسق.
2-(فَعّل) معف العين نحو: وسعت البيت فاستوسع.
3-(استفعل) أي: فعلا من لفظه نحو: استنفرت الوحش فاستنفر.

### الوزن الحادي عشر: (افْعَوْعَلَ)
وهو يطاوع (فعل) الثلاث المجرد نحو: ثنيته فاثنونى، وافعوعل لازم، جاء في أساس البلاغة: حلا الشيء واحلولى واستحلاه واحلولاه.
وقد يطاوع (افعوعل) وزناً آخر ورد في بعض كتب اللغة وهو:
( افعوعل) يطاوع (أفعل) نحو أفعمت البيت برائحة العود فافعوعم([127])، وأخضله فاخضوضل.
ويلاحظ أن أمثلة هذا الوزن قليلة جداً كما وقفت عليها في بعض كتب اللغة، وقد تشير إلى أن استعمال افعوعل للمطاوعة قليل، وكأنه لا يستعمل إلا إذا أريد به المبالغة وتقوية المعنى.

### الوزن الثاني عشر: (تفَعْلَلَ)
وهو رباعي مزيد بالتاء من (فعلل)، وقد ذكره سيبويه بقوله: ((ونظير ذلك – أي نظير فعلته فانفعل – في بنات الأربعة على مثال تفعلل نحو: دحرجته فتدحرج، وقلقلته))؛ لأنه في معنى الانفعال، ويأتي للمطاوعة غالباً.

### الوزن الثالث عشر: (افعللّ)
وهو وزن رباعي مزيد بحرفين يطاوع الرباعي المجرد (فعلل) نحو: قشعرته فاقشعر، وطمأنته فاطمأن.

### الوزن الرابع عشر: (افعنلل)
وهو وزن رباعي مزيد بحرفين أيضاً نحو: حرجمت الإبل فاحرنجمت (اجتمعت).

### الوزن الخامس عشر: (افعَنْلَى)
وهو ملحق بالرباعي أيضاً إذ الألف المقصورة في آخره للإلحاق نحو: سلقيته (طرحته) فاسلنقى)، ومنه الحديث (إن السقط ليظل محبنطيّاً على باب الجنة).
ويلاحظ أن الأفعال التي جاءت على صيغتي افعنلل وافعنلى قليلة جداً في اللغة، ولعل السبب في ذلك يعود إلى ثقل هاتين الصيغتين.